# Triebener Tauern
Der Triebener Tauern ist ein Gebirgspass über die Niederen Tauern in Hohentauern der Steiermark (Österreich).

## Lage und Landschaft
Er liegt an der Scheide zwischen Seckauer und Rottenmanner Tauern und verbindet  über die Triebener Straße (B114) das Murtal bei Judenburg (Aichfeld) mit dem Paltental bei Trieben und dem Ennstal.
Während die rund 30 km lange Südrampe einen sanften Verlauf durch das Tal des Pölsbaches nimmt, verläuft die Nordrampe im Tal des Tauernbaches und überwindet dabei auf 8 km Länge 569 Höhenmeter.
Die Passhöhe liegt bei 1274 m ü. A. innerhalb des Ortes Hohentauern. Die Hauptwasserscheide Mur (Drau) – Enns liegt aber nicht hier, sondern am Südwestrand der Gemeinde, die Schulterer Höhe (ca. 1225 m ü. A.) beim Gasthof Draxler, und bildet dort eine unscheinbare Talwasserscheide. Dass der eigentliche Tauern der Hauptpass ist, liegt an der Unpassierbarkeit der Sunk, der Schlucht des Sunkbachs am Triebenstein (1610 m ü. A.): Der Tauern quert südlich dieses Berges vom oberen Sunkbach hinüber in das besser passierbare Vordertriebental, bildet also nur eine lokale Wasserscheide.

## Geschichte und Ausbau
Der alte Name ist Rottenmanner Tauern[pass]. Tauern ist von alters her ein Passname, der dann auf die um den Pass liegenden Berge übergeht – Rottenmanner Tauern bezeichnete noch im 19. Jahrhundert die ganzen heutigen Rottenmanner, Wölzer- und Seckauer Tauern, Triebener Tauern auch die Berge im näheren Umfeld des Passes im Sinne einer Gebirgsgruppe.
Der Passübergang von Hohentauern spielte schon in der Antike eine bedeutende Rolle, denn er verkürzt die Alpentransit-Verbindung Kärnten – Neumarker oder Obdacher Sattel – Pyhrnpass – Oberösterreichischer Zentralraum um das weite Eck des Mur- und Liesingtales über St. Michael. Der ursprüngliche alte Säumerweg dürfte aber die noch kürzere Route Möderbrugg – Reiterecksattel – Strechau, einem westlichen Nebentalzug, gewesen sein. Es ist auch nicht gesichert, ob die Römerstraße Virunum – Ovilava (Zollfeld – Wels), Teil der Via Norica Aquilea (nahe Venedig) – Ufernorikum (Donauraum), wirklich direkt über den Triebener Tauernpass geführt hat, da archäologische Befunde fehlen.
Die 1965 gefundenen Reste eines Prügelwegs könnten römisch, aber auch nur frühneuzeitlich sein. Es wird ein geradlinigerer Verlauf über den Bereich Kreuzbergalm – Hölleralm westlich der Sunk für möglich gehalten. Daher ist auch die Lage der verbreitet mit dem „hohen“ Tauern identifizierten Mansio (Poststation) Tartursanis unklar, sie könnte zwischen hier und dem Raum der Schulterer Höhe gelegen haben.
Schon im 14. Jahrhundert erbaute man hier die erste Kirche, damals Filiale von St. Lorenzen. Dabei stand der schon vor 1300 nachweisliche Tauernwirt. Aus diesen entwickelte sich dann der Ort Hohentauern an der Passhöhe, der bis in das späte 19. Jahrhundert nur ein kleiner Kirchweiler war.
1670 wurde der „neue Wagenweg“ über den Tauern ausgebaut, vom Wegmeister Leonhard Prandtstetter, der vorher lange im Raum Eisenerz tätig gewesen war.
Aufgrund der topographischen Situation erfolgt der nördliche Anstieg heute hauptsächlich in zwei je 2,5 km langen Steilstücken. Das obere Steilstück wurde bereits in den 1970er-Jahren ausgebaut, wobei sich die maximale Steigung von 21 % auf 13 % reduzierte.
Das untere Steilstück zwischen Trieben und Sunk hatte bis Oktober 2008 Steigungen von bis zu 16 %, wozu erschwerend einige Kurven kamen. Zudem führte die Steilstrecke direkt in das Ortszentrum von Trieben. Trotz Beschränkungen für Schwerfahrzeuge kam es immer wieder zu gefährlichen Situationen wegen schadhafter oder überhitzter Bremsen. Am 8. August 1991 kam ein ungarischer Reisebus von der Fahrbahn ab und stürzte in die Tiefe, wobei 13 Personen ums Leben kamen.
Am 21. Juni 2006 erfolgte der Spatenstich zu einem kompletten Neubau des Abschnitts zwischen Trieben und Sunk. Da es auf dem Straßenstück auch immer wieder zu Massenbewegungen kam, die einen hohen Sanierungsaufwand erforderten, entschloss man sich, die neue Straße auf der geologisch günstigeren Westseite des Wolfsgrabens zu errichten. Zur Entschärfung der Steigungsverhältnisse wurden zwei Kehren gebaut. Das steile Gelände erforderte umfangreiche Hangbefestigungen und den Bau großer Stützmauern. Am 23. Oktober 2008 erfolgte die Verkehrsübergabe der neu erbauten Strecke, die nun nur mehr maximal 10 % Steigung aufweist.
Das alte Straßenstück wurde zu einer Forststraße rückgebaut. Große Teile der Straßentrasse wurden mit Gesteinsmaterial verfüllt und Brückenbauten abgetragen.
Wegen des kurvenreichen Straßenverlaufs bestehen weiterhin Gewichts- und Längenbeschränkungen.